# Anguilla mossambica
Anguilla mossambica es una especie de pez del género Anguilla, familia Anguillidae. Fue descrita científicamente por Peters en 1852.
Se distribuye por el Océano Índico Occidental: ríos de la costa este de África desde Kenia al sur hasta cabo de las Agujas, también Madagascar y otras islas del Océano Índico Occidental. Se ha reportado en Nueva Caledonia. La longitud total (TL) es de 150 centímetros con un peso máximo de 750 gramos. Habita en aguas tranquilas y en corrientes rápidas y se alimenta de peces y cangrejos.
Está clasificada como una especie marina inofensiva para el ser humano. Su carne es muy apreciada.